# BEWE
BEWE（ビーウィー）は、タブリエ・マーケティングが運営していたコミュニティサイトである。元々は音泉から派生したサイトであり、複数のサポーターズクラブ（ここではインターネット上を中心に活動するファンクラブのこと）の運営の受託を行っていた。

## 概要
- 2006年2月10日開始
- 会員登録は無料、2006年5月1日から有料コンテンツ会員を募集開始
- 2007年7月13日午後モバイル対応開始
- 2008年4月、運営がタブリエ・コミュニケーションズからタブリエ・マーケティングに移管
- 2015年1月現在、運営はタブリエ・コミュニケーションズである（変更時期は不明）
- 2017年3月31日をもってサービス終了した

## サービス内容

### スタンダードサポーター（無料会員）
- サポーターズクラブのブログの閲覧
- サポーターズクラブが配信するメールマガジンの購読
- マイページ（プロフィール）の作成

### プレミアサポーター（有料会員）
スタンダードサポーターのサービスのほかに以下のサービスなどを受けられる
- 会員証の発行
- ブログへのコメント投稿
- プレミアムコンテンツの取得
- プレミアサポーター限定イベントへの参加

## サポーターズクラブ
- トップをねらえ!シリーズサポーターズクラブ 「お前ら全員バスター軍団!」
- 音泉サポーターズクラブ 「音泉組合」
  - プレミアムコンテンツ： 三週分の番組バックナンバー
- CURE MAID CAFE'サポーターズクラブ 「Tea Time」
  - プレミアムコンテンツ： オリジナル壁紙、店頭連動サービス（ドリンクサービス、席予約 等）
- 花やしき少女歌劇団オフィシャルサポーターズクラブ
- 天元突破グレンラガンサポータズクラブ 「オレ達無敵のグレン団!!」
  - プレミアムコンテンツ： オリジナル壁紙
- 水野良サポーターズクラブ 「Knights of Lodoss」
- おんたま！サポーターズクラブ「ぱきゅらんど」
- 清水愛サポーターズクラブ「nocturnal sheep」
- アキプロサポーターズクラブ
- 野川さくらサポーターズクラブ　「さくら組」
- 佐藤ひろ美サポーターズクラブ 「ひろみたち。」（2014年4月にSオフィシャルファンクラブに移行する形で一旦終了、2015年10月再開）

## 終了したサポーターズクラブ
- SoltyReiサポーターズクラブ 「みんなのハンターズギルド」（2006年9月末終了）
- マスター・オブ・サンダー公式サポーターズクラブ（2006年9月末終了）
- カレイドスターサポーターズクラブ 「みんな すごい カレイド馬鹿」（2006年10月末終了）
- 徳永愛サポーターズクラブ 「しあわせ☆どーなつ園」
- 石田燿子サポーターズクラブ 「Club sweets」
- すいーつたんけんたいサポーターズクラブ
- Team Mach レースクイーンサポーターズクラブ
- ゆかな＊はるな 「canary*lunar Market」
- N・H・Kにようこそ! 「日本ひ○こ○り協会BEWE支部」
- 護くんに女神の祝福を! 「護くんにBEWEで祝福を！」
- GaGaalinGオフィシャルサポータズクラブ
- 清水香里サポーターズクラブ 「K@orijinal」
- ケータイ少女サポーターズクラブ
- AciD FLavoRサポータズクラブ 「Freaks!!」
- 鋼鉄三国志 「六駿倶楽部」
- 小倉優子サポータズクラブ 「Fami・りんこ」
- 浜田翔子サポーターズクラブ 「浜田翔学校」
- ロミオ×ジュリエットサポーターズクラブ 「赤い旋風、見参!」
- 折原みかサポーターズクラブ 「おりこ党」
- ZOMBIE-LOANサポーターズクラブ 「Club Z」
- ほわぃてぃずサポーターズクラブ 「しろのどうくつ」
- 外山恒一サポーターズクラブ 「我々少数派」
- ゆるゆる劇場サポーターズクラブ 「それ、やばくないですか？」
- 福井裕佳梨サポーターズクラブ 「Yukalyric」（2015年7月末終了）
- Sオフィシャルファンクラブ（2015年9月末終了）
- 榎本温子サポーターズクラブ 「Rainy Lady Palace」（2016年2月末終了）